# どがしかでん!
『どがしかでん!』は、濱田浩輔による日本の漫画作品である。濱田による『週刊少年ジャンプ』第3回金未来杯エントリー作品として掲載された「CLUTCH」の主人公とヒロインの名前を受け継ぎ、同誌の2008年27号から40号まで連載された。バスケットボールを題材としており、タイトルは作者の出身地・福岡県の方言「どがしこでん（いくらでも、どれだけでもといった意味合い）」と「バスケットボールしかない!」と言う言葉をかけて作った造語である。

## 概要
濱田は小学校3年生から高校3年生までバスケットボールに熱中していた部活少年であり、作中では経験と知識が生かされている。しかし経験者であるため客観的な視点が持てず、「マニアが自分の好きなところを一生懸命話しても退屈されちゃう」状態になってしまい13話で打ち切りとなった。
また2012年からは『パジャマな彼女。』の連載を始めたが、部活動をやっていない主人公であったことから感情移入できなかったという。
後に連載した『はねバド!』は経験の無いバドミントンを題材としていることや本作の反省を踏まえ、選手への取材はしない、試合展開を単純化するなどマニアックな表現よりも読みやすい構成を心がけている。

## あらすじ
バスケットボール好きの少年・大門春吉は、バスケットボール部の全国的な強豪でインターハイの常連である十凌（とうりょう）高校に進学する。そこで春吉はバスケ部のマネージャー皆川葉月と出会い、バスケットボール部に入ることになる。

## 登場人物

### 主要キャラクター
大門春吉（おおかど はるよし）
本作の主人公。十凌高校1年生。身長168cm、体重56kg。泉美中学出身。幼少の頃からいじめられっ子で泣いていた。いつものようにいじめられて泣いていたとき、鈴木軍児からボールを譲られる。それ以来、そのボールを宝物のようにしてバスケに打ち込むことになる。しかし、どんなに練習してもレギュラーになれない自分を歯痒く思っており、「バスケが上手くなりたいから」という純粋な理由で高校バスケットボールの強豪校である十凌高校に入学。そこで葉月に見込まれ、バスケ部に仮入部する。本人は自覚していないが、人間離れした瞬発力を持っている。右ドリブルだけならかなり上手く、柴との特訓で狭山を翻弄できるまでになった。中学生の頃後輩から「なんであんなにまでやられているのにバスケットボールをやめないんですか」という質問をぶつけられ答えることができなかったが、その理由が、自分がどうしようもなくバスケットボールが好きだからであるということに気づいた。
皆川葉月（みながわ はづき）
本作のヒロイン。皆川グループの令嬢で、すれ違った人が振り返るほどの美少女。十凌高校バスケットボール部のマネージャー兼監督代行をしている。バスケ部全国制覇という夢のため、スカウトも行っている。また、その為なら手段や金に糸目をつけない。一目見たときから春吉を気に入り、バスケ部に仮入部させる。

### 十凌高校バスケットボール部
柴倫太郎（しば りんたろう）
十凌高校1年生で、春吉のクラスメイト。ポジションはポイントガード。身長181cm、体重70kg。菱ヶ崎中学出身。バスケで全国制覇を目指して十凌高校に進学した。春吉を中途半端な気持ちでやっていると見なしてやたらとつっかかるが、彼の内なる才能に気付き始めている。
須藤進吾（すどう しんご）
十凌高校1年でバスケ部。ポジションはフォワード。身長185cm、体重71kg。アメリカの州大会で活躍し、アジア人の中では驚異とも言えるジャンパーとして注目されている。カリフォルニア州立高校に進学したはずだが、十凌高校に在学している。自分勝手な性格で試合でもワンマンプレーに走る傾向がある。サボり癖も強い。イケメンのため女子からは人気な様子。兄を亡くしている。
広瀬敦（ひろせ あつし）
十凌高校3年でバスケ部主将。身長194cm、体重78kg。冷酷なまでに冷静な性格で、チームの規律を乱す輩は決して許さない。葉月にも意見できる人物。現在ケガをしていてリハビリ中。
吉野貴文（よしの たかふみ）
十凌高校3年でバスケ部副主将。身長180cm、体重68kg。地味キャラで本人も自覚している。
練馬与一（ねりま よいち）
十凌高校3年でバスケ部。身長192cm、体重94kg。全身筋肉質で、力強いダンクシュートが武器。その体格故、2年間ずっとティップオフを任されてきている。中途半端な英語を使ったり、自分勝手に行動したりするため、チームの中では少々浮いている。初登場時サングラスをかけていたが、広瀬に不要物として割られた。「チェゲラァ…死刑確定☆」が口癖。
狭山幸隆（さやま ゆきたか）
十凌高校2年でバスケ部。身長176cm、体重64kg。2年生ながらレギュラーに名を連ねる実力者で、変幻自在のパスでフォワードをアシストすることから「コート上の指揮者」の通り名を持つ。目立ちたがり屋らしいが、いつも練馬に持って行かれる。
笹塚宗太（ささづか そうた）
十凌高校3年でバスケ部。身長178cm、体重64kg。
高井戸研作（たかいど けんさく）
十凌高校3年でバスケ部。身長195cm、体重84kg。「ぽう」が口癖。

### その他十凌高校関係者
弐足丈（にたり じょう）
中学時代から春吉をパシリに使っている不良。泉美中の頃はバスケ部のエースだったことを鼻にかける俗物。春吉を「バスケのセンスがない」と言って馬鹿にし、いじめのついでに“練習”名目のリンチで春吉を重度のパス恐怖症に陥らせた張本人。後に葉月に蹴飛ばされ、覚醒した春吉にシュートを譲ってしまい、面目が潰れる。その後はまったく登場していないことから、葉月の策略によって強制退部および（悪名を遠因に）転校されたものと思われる。

### その他
八木沢（やぎさわ）
葉月の執事。葉月に絶対的な忠誠を誓っており、彼女の命令とあらば何でもする。輸送ヘリコプターからパラシュートで飛び降り、葉月の命令で春吉を強引に拉致するなど、高齢の執事でありながらかなりの肉体派。
鈴木軍児（すずき ぐんじ）
春吉の回想に出る金髪の青年で、春吉憧れの人。リバースダンクを決めるなどバスケの技術は高い。小学生だった春吉に「バスケは勇気がないと出来ない」とバスケの心構えを語り、勇気を出すと約束した彼にボールを譲る。打ち切りでの連載終了のため、春吉との関係やどういった人物だったのかは全く語られておらず詳細不明。

## 単行本
1. 県下百数十校分の一の逸材 ISBN 978-4-08-874606-7　併録:「リライト」
2. 2008 SUMMER REVISITED ISBN 978-4-08-874614-2　併録:「流星ストーム」

## 備考
- 連載終了後の2009年に本作の作者が作画の手伝いをした縁で、同じ週刊少年ジャンプの連載作品『AKABOSHI -異聞水滸伝-』の第1話に本作の登場人物が隠しキャラとして登場した[4]。